# Lyon-Paris-Lyon
Lyon-Paris-Lyon est une ancienne course cycliste française, d'une distance de plus de 1000 kilomètres et disputée en moins de 54 heures les 27 et 29 juillet 1894, entre Lyon en région Auvergne-Rhône-Alpes et la Capitale en région Île-de-France.

## Palmarès
| Année | Vainqueur       | Deuxième      | Troisième            |
| ----- | --------------- | ------------- | -------------------- |
| 1894  | Gaston Rivierre | Charles Meyer | Jean-Théodore Joyeux |